# Cipal mržnjak
Cipal mržnjak (lat. Liza saliens) ima kod nas u upotrebi više raznih naziva kao što su dugaš, sisavac, slinavac, vodeni, crnac, ćifal od kurenta, šiljasti, kefala, korun, cabra, mulo, plaznik. Spada u porodicu Mugilidae ili cipala. Od svih cipala u Jadranu ima najlošije meso. Naraste do 0,40 m i do 0,75 kg. Veći dio vremena provodi u boćatoj vodi, tako da ga se uglavnom može naći na ušćima rijeka kao što su ušće Krke, Karinsko more,....
I ovaj cipal ima batastu glavu, sa zadebljanom gornjom usnom, koja se doima poput šiljka, odakle je dobio i jedno narodno ime. Ima plavkaste peraje, slabije izraženu zlatnu pjegu na škržnom poklopcu i iznimno snažne repne peraje. Biljojed je i hrani se većinom algama i travom. Mrijesti se u lipnju i srpnju.
Živi u priobalnom području, na dubinama 0 - 15 metara, a rasprostranjen je u Mediteranu i Crnom moru, te na obalama Atlantika od Maroka do Francuske.

## Zanimljivosti
Unesen je u Kaspijsko jezero, gdje se raširio i gdje je danas najveće ribolovno područje ovog cipla.